# Sclerolinum minor
Sclerolinum minor — вид багатощетинкових кільчастих червів родини Погонофори (Siboglinidae). Абісальний вид, що поширений в Карибському морі на глибині близько 600 м.